# Gay Holmes Spears
Gay Holmes Spears (1958) is een Amerikaanse componiste, muziekpedagoge en organiste.

## Levensloop
Spears studeerde aan de University of Tennessee in Martin (Tennessee) en behaalde haar Bachelor of Music. Aansluitend studeerde zij aan de Arkansas State University (ASU) in Jonesboro (Arkansas) en behaalde haar Master of Music. Aan de Memphis State University in Memphis (Tennessee) promoveerde zij tot Ph.D. (Philosophiæ Doctor).
In 1997 werd zij met de Tennessee Composer of the Year Award onderscheiden en zij ontving ook een Arkansas Arts Council Fellowship en prijzen van de American Society of Composers, Authors and Publishers (ASCAP). Sinds 2000 is zij docente aan de muziekafdeling van de Webster University in St. Louis (Missouri). Sinds 2003 is zij ook organist van de Bonhomme Presbyterian Church in Chesterfield (Missouri). 
Als componiste schreef zij werken voor orkest, harmonieorkest, piano, kamer ensembles, koren en zangstemmen.

## Composities

### Werken voor orkest
- 1998 Firehawk, voor orkest
- 2004 Music for a Wedding, voor kamerorkest
- 2005 Where the Rivers Run, voor orkest

### Werken voor harmonieorkest
- 1998 Chesterfield, ouverture
- 1999 The Vikings
- 1999 Calypso Variations on Tinga Layo
- 1999 Reflections on "Wondrous Love"
- 2000 Mugwump's March
- 2001 London Town
- American Folk Hymn
- Chatter with the Angels
- El coqui
- English Portraits
- La solana
- Processional and Rondo
- Silverwind
- Sourwood Suite
- Tudor Variations
- Wings of the Morning

### Werken voor koren
- 1999 Psalm 92, voor gemengd koor, piano en slagwerk
- 2003 Holy Spirit, Fill Us, voor gemengd koor
- 2004 A Festal Psalm, voor gemengd koor en orgel
- 2005 O For a Heart to Praise My God, voor vrouwenkoor
- Past the Mirror, voor driestemmig vrouwenkoor (SSA) en piano
- Psalm 96: A New Song, voor gemengd koor en piano
- The Number of the Stars, voor gemengd koor en orgel
- Wind and Flame (A Celebration of Pentecost)

### Vocale muziek
- 1992 The Bells, voor sopraan en piano
- 1995 When the Wind Is Southerly, voor tenor en piano
- 1998 Psalm Settings, voor mezzosopraan, piano en slagwerk
- Past the Mirror, voor mezzosopraan en piano

### Kamermuziek
- 1991 Suite, voor viool en altviool
  1. Invention
  2. Nocturne
  3. March
  4. Country dance
- 1992 As Sounding Brass, voor koperkwintet
- 1992 Conversations, voor blazerskwintet
- 1993 Tapestries, voor 13 blazers, piano en 4 slagwerkers
  1. Start Of The Hunt
  2. Unicorn Defends Himself
  3. Capture And Processional
  4. Unicorn In Captivity
- 1999 Shining River, voor 4 slagwerkers en piano
- 2001 Sonata, voor hoorn en piano
- 2001 Exultatio!, voor koperkwintet
- 2005 The Ancient Ones, voor dwarsfluit, slagwerk en piano
- Fables, voor koperkwintet
- Four Vignettes, voor viool en altviool
- Intrada and Sun Dance, voor koper octet
- Lo que el viento vio, voor dwarsfluit, piano en slagwerk
- Music for the Delta, trio voor altsaxofoon/klarinet/basklarinet, flügelhoorn/trompet en percussion
- Sun Dances, voor 8 trombones

### Werken voor piano
- 1999 Arthropods
- 1999 Sonata
- Decagon, voor twee piano's
- Five Pieces for Piano